# Medveščak
Medveščak är en bäck eller mindre å i centrala Zagreb i Kroatien. Den har sin källa vid Kraljičin zdenac på Medvednicas sluttningar i stadsdelen Podsljeme och mynnar i Sava vid stadsdelen Žitnjak. 1898 övertäcktes bäcken och utgör idag en del av stadens avloppsystem. Historiskt och kulturhistoriskt har bäcken haft en viktig roll i stadens utveckling och historia. Idag är en gata, en stadsdel, tidigare kommun och flera idrottsföreningar uppkallade efter bäcken. 

## Historik
1201 omnämns bäcken Medveščak, ursprungligen kallad Crikvenik, för första gången i ett dokument utfärdat av den kroatisk-ungerska kungen Emmerich I. Bäcken omnämns senare även i kung Béla IV:s gyllene bulla och i ett dokument utfärdadat av kung Mattias I.
Från Medvednica flyter flera bäckar men Medveščak som låg i dalen mellan de två bosättningarna Gradec och Kaptol kom tidigt att bli den viktigaste. Gradec och Kaptol utgör idag stadens historiska kärna Övre staden (Gornji grad). Under medeltiden skedde flera sammanstötningar mellan de två bosättningarna vid bäcken som utgjorde en livsnerv för dem båda. Vid bäcken uppfördes tidigt vattenkvarnar som försåg de båda bosättningarna med mjöl och det var dessa kvarnar som kampen stod om. Industrialiseringen under 1800-talet ledde till att fabriker uppfördes vid bäckens flodbanker. Vid bäcken tillverkades då kläder, tvål, papper, likör och annat. Läderfabriken som uppförts 1864 kom att utvecklas till den största industrianläggningen i Zagreb på den tiden. Den industriella utvecklingen kom att leda till att bäcken förorenades. På grund av detta lät stadens myndigheter täcka över bäcken 1898 och leda om det, först till Ribnjakdalen, och sedan Sava. Sedan Medveščak täckts över skapades en gata som initialt kallades Potok (Bäcken). 1913 fick gatan sitt nuvarande namn, Tkalčić-gatan. Idag förser den undergjordiska bäcken fontänen Manduševac på Ban Jelačićs torg i centrala Zagreb med vatten.

### Fotnoter
1. ↑  Klajić, Ivka. ”Potok Medveščak od izvora do ušća” (på kroatiska och engelska) ( PDF). Kartografija.hr. http://www.kartografija.hr/kig/upload/clanci/kig5_prikazi_potok.pdf. Läst 4 januari 2014.
2. 1 2  Aurora.hr Arkiverad 4 januari 2014 hämtat från the Wayback Machine. (kroatiska)
3. 1 2  Zagrebs turistförening - Officiell webbplats (engelska)